# Kapela majke Božje Kraljice Obitelji na Autobusnom kolodvoru Zagreb
Kapela majke Božje Kraljice Obitelji katolička je kapela koja se nalazi u zagrebačkoj četvrti Trnje u sklopu Autobusnog kolodvora Zagreb. Prostor na drugom katu kolodvora preuređen je u kapelu 1997. godine, a u lipnju iste godine novootvorenu je kapelu blagoslovio pomoćni zagrebački biskup Đuro Kokša.

## Galerija
- Oltar kapele
- Drugi kat kolodvora - pogled na kapelu